# اوا کالوو
اوا کالوو گومز (اسپانیایی: Eva Calvo Gomez‎؛ زادهٔ ۲۹ ژوئیهٔ ۱۹۹۱) یک تکواندوکار اهل اسپانیا است.
وی در مسابقات کشوری و بین‌المللی در مجموع برندهٔ ۱ مدال طلا، ۲ مدال نقره، ۲ مدال برنز شده‌است. از جمله مدال نقره المپیک ۲۰۱۶ را کسب کرده‌است.

## افتخارات
کالوو در مسابقات جهانی تکواندو در سال‌های ۲۰۱۳ و ۲۰۱۵ به ترتیب مدال برنز و نقره به دست آورد. هم‌چنین در المپیک ۲۰۱۶ ریو در بازی پایانی مغلوب جید جونز شد و مدال نقره را به گردن آویخت.